# Pierre Hermans
Lambertus Maria Petrus (Pierre) Hermans (Vught, 16 mei 1953) speelde in de jaren 1977 - 1984 als doelman in 86 interlands voor de Nederlandse hockeyploeg.
De doelman van onder meer Amsterdam, maakte zijn debuut op 23 april 1977 in de oefeninterland Nederland-Engeland (2-1) in Dublin. Onder bondscoach Wim van Heumen streed de Brabander eind jaren zeventig, begin jaren tachtig met collega Joost Claushuis om de plaats onder de lat.
Op de EK's en WK's heeft hij goud, zilver en brons gehaald. Hermans nam deel aan de Olympische Zomerspelen in Los Angeles 1984. Bij dat toernooi, waar Nederland op een als teleurstellend ervaren zesde plaats eindigde, speelde hij zijn laatste interland.
Na zijn actieve carrière bleef Hermans actief in het hockey; hij was nadien onder meer eigenaar van fabrikant Brabo uit Boxtel, waar onder andere hockeyattributen worden gemaakt. Hij heeft HTS werktuigbouwkunde gedaan, en Nijenrode, daarnaast Challenge of leadership op INSEAD te Fontainebleau Frankrijk. Hij werkt momenteel als CEO van Syntech International bv.
Peter van Asbeck · 
Ewout van Asbeck · 
Lex Bos · 
Roderik Bouwman · 
Cees Jan Diepeveen · 
Theodoor Doyer · 
Maarten van Grimbergen · 
Arno den Hartog · 
Tom van 't Hek · 
Pierre Hermans · 
René Klaassen · 
Hans Kruize · 
Jan Hidde Kruize · 
Ties Kruize · 
Eric Pierik · 
Ron Steens ·
Coach: Wim van Heumen